# ذباب الحجر البيرلوديد
ذباب الحجر البيرلوديد أو مخطط الذيل أو الذباب القافز (الاسم العلمي: Perlodidae)، فصيلة حشرات من رتبة مطويات الأجنحة، تضم 50 جنسًا على الأقل وأكثر من 350 نوعًا.